# Rozpadlina (medycyna)
Rozpadlina (łac. rhagas, z gr. ραγάδα = naderwanie), pęknięcie, szczelina (fissura) – głęboki linijny ubytek w naskórku i skórze właściwej, dochodzący do głębszych warstw skóry, może goić się z pozostawieniem blizny. Rozpadliny mogą dotyczyć np. okolicy odbytu,  lub kątów ust. Na stopach powstają w miejscach zapalnych lub hiperkeratotycznych i narażonych na rozciąganie: pięta, zmacerowany naskórek pomiędzy palcami (interdigital), na przejściach z podeszwy do palców, na zgięciach podeszwowych stawów palców.